# Pawnee Indijanci
Pawnee (Chahiksichahiks, Pani, Pana, Panana, Panamaha, Panimaha). - Pleme prerijskih Indijanaca porodice Caddoan sa srednjeg toka Platte Rivera i na Republicanu, pritoci Kansasa, u Nebraski i Kansasu. danas njih oko 3,000 živi u Oklahomi. 

## Ime
Ime Pawnee dolazi iz domorodačkog naziva pariki (isto kao i kod imena plemena Arikara), u značenju  'rog' , u aluziji na način češljanja uvojaka skalpa (vidi Arikara). Ostala plemena označavala ove Indijance imenom  'vuka' , odnosno  'vučjim narodom' . Vuk je simbol plemena Pawnee i danas se nalazi na njihovoj plemenskoj zastavi. Od njima stranog Algonquianskog plemena Arapaho nazivani su Ahihinin, "wolf people"; Ho-ni'-i-tani-o, Cheyenne naziv koji znači "little wolf people" i Kuitare-i, kod plemena Comanche znači "wolf people" a isto i kod Hidatsa Indijanaca Tse-s do hpa ka. Isto značenje mogli bi imati i nazivi Awahi, kod Caddo i Wichita Indijanaca i Awahu, kod Arikara. Pleme Tonkawa, s prerija Teksasa, od Wichita su preuzeli naziv Awahi i prilagodili ga svom jeziku, u obliku Awó. Manje poznati naziv je Chahiksichahiks, "men of men," kojim nazivaju sebe i sva plemena koja smatraju civiliziranima. Ostali nazivi za njih bili su Xaratenumanke, kod Mandana, Paoneneheo, stari Cheyenne naziv, u značenju "the ones with projecting front teeth"; Dárazhazh, kod Indijanaca Kiowa Apache; Páyin kod Kansa i Harahey, u Coronadovim dokumentima. 

## Bande
Pawnee Indijanci u stvarnosti su bili konfederacija od četiri plemena, ili bolje reći bande. Ove konfederirane bande bile su:
- Chaui ili Grand Pawnee,
- Kitkehahki ili Republican Pawnee, koji se sastoje od bandi Kitkehahki i Little Kitkehahki. Kod Kitkehahkija Murie navodi i nazive bandi Black Heads i Karikisu, za koje Lesser i Weltfish (1932) smatraju da su Black Heads bili neko društvo (možda tajno), a Karikisu ženski ples, koji se izvodio prije sadnje kukuruza (vidi Sacred Ceremonies).
- Pitahauerat ili Tapage Pawnee (Tappage), s ograncima Pitahauerat i Kawarakis.
- Skidi ili Skiri Pawnee (Loup Pawnees, Wolf Pawnee).

## Lokacija i populacija
Tradicionalni Pawnee-teritorij prostirao se u dolinama rijeka Loup i Platte i uz rijeku Republican, u sadašnjoj Nebraski. Ovo područje oni nastanjuju kroz njihovu cijelu poznatu povijest, sve do odlaska na rezervat u Oklahomu 1874. – 1875. Njihova populacija procijenjena je na između 9,000 i 10,000 u ranom 19 stoljeću. Kasnije im broj opada, a 1859. iznosi oko 4,000; 2,000 (1876.); 650 (1900.); i u novije doba 2,000 (1970.).

## Povijest
Pawnee Indijanci živjeli su svojevremeno u Teksasu, tamo gdje su i bila nastanjena Caddoan plemena, međutim već 1541. kada Coronado posjećuje Quiviru, oni su nastanjeni u području Platte, u južnoj Nebraski, organizirani u 4 konfederirane bande ili plemena Tapage ili Noisy, Wolf ili Skidi, Grand ili Chaui i Republican. Pawnee svoj teritorij, kada dolaze u kontakt s francuskim trgovcima (oko 1750.), šire i na područje Republicana u Kansasu i području Niobrare u Nebraski. Godine 1806. španjolski vojnici posjećuju Pawneeje upravo nešto prije dolaska ameruičkog istraživača Zebulon Montgomery Pikea, koji nam ostavlja obilje podataka o brojnom stanju Pawnee bandi, navodeći i spolnu populaciju, broj nastambi i količinu vatrenog oružja kojom su raspolagali. Prema njemu Pawnee love bizona, dabra, vidru, jelena i drugo a krznima, kao i većina plemena, prodaju na tržištu u St. Louisu. Zloglasno žrtvovanje ljudi jutarnjoj zvijezdi Ho-Pir-i-Kuts (Venera), ukinuo je Skidi-poglavica Petalesharo.
Pawnee su bili ratoboran narod, a osobito su to iskazivali prema Siouxima, s Oto Indijancima su bili u prijateljskim odnosima a protiv SAD nisu nikada ratovali. Dobre odnose sa SAD-om iskazuju i time što američkoj vojsci pomažu u skautskim poslovima, a Pawnee battalion štiti američku željeznicu Union Pacific RR, od napada drugih plemena. Njihova populacija gubi se 1830.-tih i 1840.-tih u ratovima sa Siouxima, a pogađaju ih i epidemije boginja i kolere, tako da 1876. prepuštaju svoju zemlju u Nebraski SAD-u, a oni odlaze na rezervat u Oklahomu, koji se raspada nakon što se zemlja počela dodjeljivati pojedinačno, danas okrug Pawnee.

## Etnografija
Običaji
Pawnee-kultura je prerijska, ali se donekle razlikuje od tipičnih preriskih plemena kao kod Arapaha i Šajena. Pawnee su sjedilačko pleme, agrikulturno, koji žive u velikim stalnim naseljima čije su nastambe polupodzemne i zemljane. Pawnee uzgajaju kukuruz, vješti su jahaći i uzgajivači konja i lovci na bizone, ali glavna preokupacija je ostao kukuruz. Pawnee su jedino pleme lovaca na bizone u preriji koje još sredinom 19. stoljeća običava žrtvovati djevojke, a u njihovom svetom plemenskom svežnju nalazi se najdragocjeniji fetiš, kameni klip kukuruza. Osvajanjem prerije i dolaskom konja na preriju, za lov i transport se koristi konj, a za vrijeme lova na bizone stanuju u kožnom šatoru-tepee. Ceremonije Hako (u pawneeju Hakkopirus), su bili serije socijalnih i religioznih rituala Chaui-Pawneeja, za koje etnografkinja Alice C. Fletcher, kaže da su Pawnee-oblik ceremonije Calumeta, a Eva Lips navodi kako se održavaju čast ptica orlova, pataka, jastrebova i drugih. Hako je Pawneema ono što je Big House Lenni Lenapima, ili Hunka kod Siouxa.
-Atira ("Vault-of-the-Sky") je nebeski svod, ona je žena Tirawina, majka-kukuruz i sveta majka zemlja svim stvorenjima, i ona je i vođa hako-ceremonija. Njezin muž Tirawa je stvaralac i bog neba. On je Pawneeje naučio vještinama govora, oblačenja, pravljenja vatre, lovu, obrađivanju zemlje, bojanju tijela, pušenju duhana i religioznim ritualima i žrtvovanju. Vjetar, kiša, gromovi i munje, njegovi su glasnici.
Društvena organizacija
Pawnee su podijeljeni u 4 spomenute grupe, od kojih svaka ima nekoliko sela, a Chaui su bili vodeća. Priroda i srodstvo ovih 4 bandi su daleko od najjasnijeg. Fletcher (1949: 213) koristi termin "confederacy", dok Lesser (1933: 1) navodi da su ove četiri bande politički nezavisne jedna od druge / says that aboriginally the four bands were politically independent of each other./ 
Drugi pak izvori (Densmore 1929: 3, and Linton 1922: 5) navode da je politička struktura plemena slična strukturi bande, i da je postojalo plemensko vijeće sastavljeno od vijećnika iz raznih bandi. 
Što se tiče Skidija, ili Vučjih ponija, oni su najbolje opisani. U ranom 19. stoljeću Skidi su bili federacija od 13 sela s vrhovnim vijećem poglavica i ceremonijalnom organizacijom. Svako pripadajuće selo imalo je poglavicu i vijeće. 
U Političku strukturu integriran je razredni sistem, koji uključuju odjeljke nalik klasama. Najviši razred čine poglavice. Nakon njih slijede ratnici, svećenici i šamani. Iza njih dolazi običan puk, ljudi bez utjecaja i moći, a čine manje od polovice populacije bande. Na samom dnu su ljudi van svih ovih klasa, oni žive na rubovima sela jer su prekršili plemenske zakone i običaje. Tradicionalno je postojala i klasa robova, to su bili ljudi iz drugih plemena, zarobljeni tijekom ratnih pohoda, pa zatim inkorporiranih u pleme.
Sela su endogamna. Poliginija se prakticira, striktno sororalna ,nasljeđe je matrilinearno, a stanište matrilokalno, sistem srodstva tipa ‘crow’, to jest onakav kakav su etnolozi zabilježili i opisali kod Crow Indijanaca, I može ga se naći širom svijeta. Veličina zemljane pawnee-nastambe varira ,pa može u njoj živjeti jedna, ali češće više obitelji, prema Weltfish (1965: 14), u većini nastambi može živjeti od 30 do 50 ljudi. 
Osnovna podjela zajednice je dualna, i sastoji se od sjeverne ili zimske polutke i južne ili ljetne. Ove polutke osobito dolaze do izražaja prilikom održavanja ceremonija i raznih igara. Murie (1914: 558-559) navodi i 10 muških društava (fraternalne i ratnička društva). Svako ovo društvo ima sveti zavežljaja koji je vezano cijeli život, a jedna osoba mogla je biti istovremeno član svih 10 društava, I njegove bi javne funkcije bile vezne uz rat I (ili) lov. Postojale su I privatne organizacije, koje nisu imale oficijelnih funkcija, niti su bile priznate, ali bi dolazile do izražaja u vremenima kakve potrebe. Uza sve ovo pawnee su imali I 8 muških medicinskih društava. U svakoj bandi, ova su društva bila odgovorna upravljanje u Velikoj Ceremoniji Medicine ("Grand Medicine Ceremony"), koja traje 20 dana ili više, u Doctors' Dance (jednodnevna ceremonija) i ceremonije koje su se održavale u proljeće i jesen. Ove kasnije ceremonije održavale su se u Velikoj Kolibi Medicine ("Grand Medicine Lodges"). Da Pawnee kulturno odudaraju od pravih prerijskih plemena, primjer je i Sun Dance, koji kod njih nije nikada saživio. Ovdje treba naglasiti da su Pawnee i njihov ogranak Arikara nazivani i Black Pawnee porijeklom od Caddoan Indijanaca čiji je dom bio američki Jugoistok, područje u kojem se prakticiral ratarstvo, žrtvovanje ljudi, kanibalizam i tetoviranja. U suvremeno vrijeme, u ranom 20. stoljeću Pawnee prihvaćaju Grass Dance, Ghost Dance i kult peyote.

## Vanjske poveznice
- Pawnee Indian Tribe History
- The Pawnee Indians  Arhivirana inačica izvorne stranice od 14. studenoga 2006. (Wayback Machine)
- Pawnee Indians
- Pawnee Indian Museum, History
- Pawnee Nation of Oklahoma
- The Pawnee Indians - Farmers on the Plains
- Pawnee People History Culture (linkovi)  Arhivirana inačica izvorne stranice od 6. prosinca 2006. (Wayback Machine)
- Flag Of The Pawnee